# Elena Ruiz-Tagle
María Elena Ruiz-Tagle Gandarillas (Papudo, Chile, 3 de febrero de 1936) es una pintora y artista visual chilena.  

## Biografía
Estudió en la academia del pintor chileno Gregorio de la Fuente, y se licenció en arte con mención en pintura por la Universidad Católica de Chile en 1965. Entre sus profesores se encontraban Nemesio Antúnez, Roser Bru, Mario Carreño, Eduardo Vilches y Mario Toral.
En 1967 creó la sección de referencias críticas para escritores de la Biblioteca Nacional. Entre los años 1972 y 1989 ejerció como investigadora y estuvo a cargo de las colecciones del Museo Nacional de Bellas Artes, lugar en donde también ocupó el cargo de directora subrogante.

## Premios y distinciones
- 1965 - Premio de Dibujo Abstracto de la Universidad Católica de Chile (Chile).
- 1973 - Beca de la OEA para asistir al Curso Interamericano de Museografía. Instituto Paul Coremans de Ciudad de México (México).
- 1990 - Beca Andrés Bello para estudios de Investigación y Restauración, en el Instituto de Cultura de Cuzco y Lima (Perú).

## Obra

### Obras en colecciones públicas
- Museo Nacional de Bellas Artes, Chile. Evasión, 1983. Óleo sobre tela, 61 x 46 cm.
- Pinacoteca de Talca, Chile.
- Pinacoteca de Valdivia, Chile.